# 中学生円山
『中学生円山』（ちゅうがくせいまるやま）は、2013年5月18日公開の日本映画。宮藤官九郎の監督作品で、『少年メリケンサック』以来、約4年ぶり3作目の作品である。主演は草彅剛。

## ストーリー
円山克也は団地に住む平凡な中学2年生。彼はある目標を達成するために体を柔らかくしようと柔軟体操をしている。そんなある日、円山の団地に謎のシングルファーザー・下井辰夫が引っ越してきた。下井は克也の妄想を掻き立てるミステリアスさを保有していた。それから、近くで起きた事件もあいまって、円山は下井への興味がますます大きくなる一方になる。

## キャスト
- 下井辰夫 - 草彅剛
- 円山克也 - 平岡拓真
- 井上のおじい - 遠藤賢司
- パク・ヒョンホン - ヤン・イクチュン
- 円山あかね - 鍋本凪々美
- 清水ゆず香 - 刈谷友衣子
- 清水 - YOU
- 三浦 - 原史奈
- 小暮 - 家納ジュンコ
- 梅田 - 三宅弘城
- 細野 - 皆川猿時
- 村田 - 宍戸美和公
- 池田成志
- 黒田 - 少路勇介
- 下井の妻 - 野波麻帆
- 斎藤 - 田口トモロヲ
- 大谷 - 岩松了
- 円山ミズキ - 坂井真紀
- 円山克之 - 仲村トオル
- 船木 - 横浜流星
- アナウンサー - 吉田羊
- セクシー美女 - Rio

## スタッフ
- 監督・脚本 - 宮藤官九郎
- 製作 - 水口昌彦、亀山千広、飯島三智、長坂まき子、堤田泰夫、和田倉和利、山本浩、小崎宏
- プロデューサー - 岡田真、長坂まき子、和田倉和利
- 音楽 - 向井秀徳
- 撮影 - 田中一成（J.S.C）
- 美術 - 小泉博康
- スタイリスト - 伊賀大介
- VFX&DI - ピクチャーエレメント、マリンポスト、日本映像クリエイティブ
- 制作プロダクション - シネバザール
- 配給 - 東映
- 宣伝協力 - ミラクルヴォイス
- 製作 - 「中学生円山」製作委員会（ポニーキャニオン、フジテレビジョン、ジェイ・ドリーム、大人計画、関西テレビ放送、シネバザール、博報堂、博報堂DYメディアパートナーズ）

## 受賞
- ファンタスティック・フェスト2013 ガットバスターコメディ部門 脚本賞（宮藤官九郎）

## 映画祭
- 2013年 ウディネ・ファーイースト映画祭
- 2013年 プチョン国際ファンタスティック映画祭 Vision Express部門
- 2013年 ハワイ国際映画祭 Spotlight on Japan部門

## その他
- 2013年5月23日には、Ustream番組にて当映画にまつわる生配信があった。のちの、2014年10月8日においては、その収録分が配信された[2]。
- 2013年のプチョン国際ファンタスティック映画祭には、主演の草彅や監督・脚本の宮藤、出演者のヤン・イクチュンらが参加している[※ 1]。